# Willy Harzheim
Willy Harzheim (* 6. April 1904 in Horst, heute Gelsenkirchen-Horst; † 27. Dezember 1937 in Westsibirien erschossen) war ein deutscher Arbeiterschriftsteller und Kommunist.

## Leben
Willy Harzheim war zunächst Bergmann auf Zechen in Gelsenkirchen und Essen. 1920 trat er in den Kommunistischen Jugendverband (KJVD), 1923 in die KPD ein. Nach seiner Entlassung beim Bergbau ging er für ein Jahr als Bauarbeiter nach Stuttgart. Dort gehörte er der Bezirksleitung des KJVD an. 1929 erschienen die ersten Veröffentlichungen von ihm in kommunistischen Zeitungen.
Ende 1929 tippelte Harzheim vom Ruhrgebiet aus nach Berlin. Er wurde dort Mitarbeiter des Bundes proletarisch-revolutionärer Schriftsteller, bald auch dessen Sekretär und betreute als solcher die vom Bund herausgegebene Zeitschrift Linkskurve. Dort erschienen auch Beiträge von ihm. Im November 1930 nahm er als Mitglied der deutschen Delegation an der II. Internationalen Konferenz proletarischer und revolutionärer Schriftsteller in Charkow teil, zu deren Vorbereitung er schon im Mai gemeinsam mit Otto Biha in Charkow gewesen war. 1932 heiratete Harzheim in Berlin die Stenotypistin Nora Schapiro (gebürtig aus Dwinsk, Gouvernement Witebsk). Anscheinend lebte er nicht mit ihr zusammen, sondern verschaffte ihr wohl nur durch die Ehe die Staatsbürgerschaft. Nora Harzheim wurde während der NS-Zeit zu einer Haftstrafe verurteilt, konnte nach deren Verbüßung nach England emigrieren und lebte nach dem Krieg wieder bis zu ihrem Tode unter dem ihr von den Nazis aufgezwungenen Vornamen Sarah in Berlin-Köpenick.
Zu Beginn der NS-Zeit half Harzheim bei der Emigration von Johannes R. Becher und emigrierte dann selbst in die Sowjetunion. Er wurde als Kulturarbeiter nach Prokopjewsk in Westsibirien geschickt; dort redigierte er die Zeitung Der Rote Bergmann. Er lebte einige Zeit mit der kommunistischen Schriftstellerin Emma Tromm (1896–1991) zusammen, die in Moskau im Zuge der Säuberungen als Sekretärin der dortigen deutschen Schriftstellergruppe entlassen worden war; beide organisierten gemeinsam u. a. eine Agitprop-Theatergruppe.
Am 20. November 1937 wurde Willy Harzheim im Zuge der Deutschen Operation des NKWD verhaftet und am 27. Dezember 1937 wegen „konterrevolutionärer Betätigung“ erschossen. Die KPD in Moskau schloss ihn aus der Partei aus; erst im März 1957 wurde dieser Ausschluss durch die SED – allerdings unter der üblichen Geheimhaltung – rückgängig gemacht. Das Westsibirische Bezirksmilitärgericht hob das Urteil am 23. August 1957 auf und rehabilitierte Harzheim. Auch diese Rehabilitierung wurde allerdings, wie in den meisten Fällen, erst sehr viel später bekannt.

## Schriften
- Zwischen Tanks und Stacheldraht. Erzählung aus den Tagen der Ruhrbesetzung. Hrsg. von der KPD 1932.